# Streets of Fire
Streets of Fire (bra: Ruas de Fogo; prt: Estrada de Fogo) é um filme de ação, romance e musical estadunidense de 1984, dirigido por Walter Hill.

## Sinopse
A cantora de rock Ellen Aim (Diane Lane) retorna à sua cidade para um show e é sequestrada pelos Bombers, uma gangue de motoqueiros liderada por Raven Shaddock (Willem Dafoe). Reva Cody (Deborah Van Valkenburgh) envia um telegrama a seu irmão Tom Cody (Michael Paré), ex-namorado de Ellen, pedindo que ele volte à cidade. Juntamente com o produtor e atual namorado de Ellen, Billy Fish (Rick Moranis) e com a ex-soldado McCoy (Amy Madigan), Tom enfrenta a violência das gangues para resgatá-la das mãos dos Bombers.

## Elenco
- Michael Paré - Tom Cody
- Diane Lane - Ellen Aim
- Rick Moranis - Billy Fish
- Amy Madigan - McCoy
- Willem Dafoe - Raven Shaddock
- Deborah Van Valkenburgh - Reva Cody
- Bill Paxton - Clyde

## Trilha sonora
- Nowhere Fast - Fire Inc.
- Sorcerer - Marilyn Martin
- Deeper and Deeper - The Fixx
- Countdown to Love - Greg Philinganes
- One Bad Stud - The Blasters
- Tonight Is What It Means to Be Young - Fire Inc.
- Never Be You - Maria Mckee
- I Can Dream About You - Dan Hartman
- Hold That Snake - Ry Cooder
- Blue Shadows - The Blasters

## Prêmios e indicações

### Prêmios
- Kinema Junpo Awards

Melhor Filme Estrangeiro - Escolha do Público: 1985
- Festival Internaciona de Cinema Fantàstic de Sitges

Melhor Atriz: Amy Madigan - 1984

### Indicações
- Framboesa de Ouro

Pior Atriz Coadjuvante: Diane Lane - 1984

## Sequências
O filme é parte de uma trilogia criada por Walter Hill chamada "As aventuras de Tom Cody". As histórias seguintes - chamadas The Far City (A Cidade Distante, em inglês) e Cody's Return (O Retorno de Cody) chegaram a ser escritas, mas não foram filmadas. Uma sequencia não-oficial, chamada Road to Hell (Estrada para o Inferno), foi filmada em 2008, dirigida por Albert Pyun e com Michael Paré no papel de Cody.